# 施馬爾泰門湖
53°5′33″N 13°46′52″E / 53.09250°N 13.78111°E
施馬爾泰門湖（德語：Schmaler Temmensee），是德國的湖泊，位於該國西南部，由勃蘭登堡州負責管轄，處於烏克馬克縣，長0.9公里、寬0.2公里，面積0.11平方公里，海拔高度68米，最大水深7米。